# 榄香烯
榄香烯（英语：Elemene），又称橄烯，是一类结构相关的天然倍半萜的总称，化学式：C15H24，分为α-、β-、γ-和δ-四种异构体。其可知在许多植物中找到，是构成花香气味的物质 。同时也是一些昆虫的信息素

## 应用
β-榄香烯因其在不同的草药中都存在而受到研究者关注，如郁金（学名：Curcuma wenyujin）中存在β-榄香烯。体外研究表明，β-榄香烯对Rho激酶有抑制作用， 对一些癌细胞类型有抗增殖作用，是一种潜在的化疗药物。β-榄香烯已经在中国进行了临床试验并报导了其对癌症治疗的益处，并且β-榄香烯的脂质体注射和口服乳剂已被中国食品药品监督管理局批准为用于治疗各种癌症的辅助治疗 。但是西方学者对β-榄香烯的治疗效果和安全性持怀疑态度，临床试验仅在小范围内展开。2023年美国纪念斯隆-凯特琳癌症中心表示："目前为止进行的人体试验质量很差"。考科蓝合作组织根据现有的研究论文给出评价："没有任何对照实验证据来证实或证伪榄香烯对肺癌的治疗效果"。